# سینمای مکزیک
سینمای مکزیک به صنعت فیلم در مکزیک اشاره دارد. تاریخ سینمای مکزیک از اواخر سده ۱۹  میلادی آغاز می‌شود. زمانی که برخی از علاقه‌مندان این رسانه اتفاقات تاریخی، به خصوص انقلاب مکزیک، را مستند کردند و فیلم‌هایی ساختند که به تازگی کشف شده‌اند. جشنواره بین‌المللی فیلم گوادالاخارا که معتبرترین جشنواره فیلم آمریکای لاتین است، در مکزیک برگزار می‌شود. جشنواره دیگر سینمای مکزیک، جایزه آریل است. سینمای مکزیک دو بار برنده نخل طلایی جشنواره فیلم کن شده‌است؛ یکی برای فیلم ماریا کاندلاریا در ۱۹۴۶ و دیگری برای ویریدیانا در ۱۹۶۱ که مکزیک را صاحب بیشترین نخل طلا در آمریکای لاتین می‌کند. سینمای مکزیک، چهارمین صنعت فیلم آمریکای شمالی و اولی در آمریکای لاتین است.